# Szmaragdolotka andyjska
Szmaragdolotka andyjska, konura andyjska (Psittacara wagleri) – gatunek średniej wielkości ptaka z rodziny papugowatych (Psittacidae), zamieszkujący północną i północno-zachodnią część Ameryki Południowej. Jest bliski zagrożenia wyginięciem.

## Podgatunki
Obecnie wyróżnia się dwa podgatunki:
- Psittacara wagleri wagleri (G.R. Gray, 1845) – czerwone jest tylko czoło oraz pojedyncze pióra na gardle[10];
- Psittacara wagleri transilis (J.L. Peters, 1927) – ma ciemniejsze upierzenie od podgatunku nominatywnego[10].

Dawniej za podgatunki szmaragdolotki andyjskiej uznawano też występujące bardziej na południe (Peru i Ekwador) P. w. frontatus i P. w. minor, jednak zostały one wyodrębnione do osobnego gatunku o nazwie szmaragdolotka peruwiańska (Psittacara frontatus); rozdzielenie tych gatunków zostało w 2024 roku zaakceptowane przez South American Classification Committee (SACC) .

## Opis
Długość ciała szmaragdolotek andyjskich wynosi około 36 cm, a masa ciała 180–260 g. W ich upierzeniu dominuje kolor zielony. Rozmieszczenie i intensywność barwy czerwonej jest różne oraz zależy od podgatunku. Wokół oczu jest naga, ciemna skóra. Spodnia strona sterówek i lotek oraz pokrywy poskrzydłowe duże są oliwkowożółte. Brak dymorfizmu płciowego. Młode osobniki mają mniej koloru czerwonego na czole oraz ma on bardziej matowy odcień, obrączki oczne mają szarobiałe.

## Zasięg występowania i środowisko
Gatunek ten występuje w północnej i północno-zachodniej Wenezueli oraz północnej i zachodniej Kolumbii. Podgatunek nominatywny występuje w Kolumbii i północno-zachodniej Wenezueli, a P. w. transilis tylko w górach północnej Wenezueli.
Zamieszkuje wilgotne lasy równikowe, lasy wtórne oraz tereny uprawne, w tym plantacje kawy czy pola kukurydzy; na ogół występuje w przedziale wysokości 350–2000 m n.p.m.

## Tryb życia
Gatunek ten żyje w grupach przeważnie do 20 osobników, lecz czasami tworzą dużo większe stada. Są bardzo ruchliwe. Żywią się między innymi nasionami roślin, orzechami, owocami, zieleniną.

### Lęgi
Na wolności ptaki te gniazdują na klifach, często w koloniach. Samica składa najczęściej 3–4 jaja i wysiaduje je przez ok. 23 dni. W niewoli, podczas inkubacji jaj oraz w trakcie opieki nad pisklętami, dorosłe osobniki są bardzo agresywne. Młode, w momencie gdy kontrolowane jest ich gniazdo, udają nieżywe. Opuszczają gniazdo po 7 tygodniach, a czasami później.

## Status i zagrożenia
Obecnie (2024 r.) gatunek ten uznawany jest przez IUCN jako bliski zagrożenia (NT, Near Threatened). Liczebność populacji nie została oszacowana, choć gatunek opisywany jest jako bardzo liczny w większości swego zasięgu występowania.
Szmaragdolotki andyjskie były odławiane dla międzynarodowego handlu ptakami. Często niszczą one rośliny uprawne, z tego powodu ich populacja może się zmniejszać na skutek traktowania ich jako szkodniki. Zagrożeniem dla nich jest również wycinanie lasów. Liczba osobników tego gatunku zmniejsza się.